# Bartolomeo Neroni

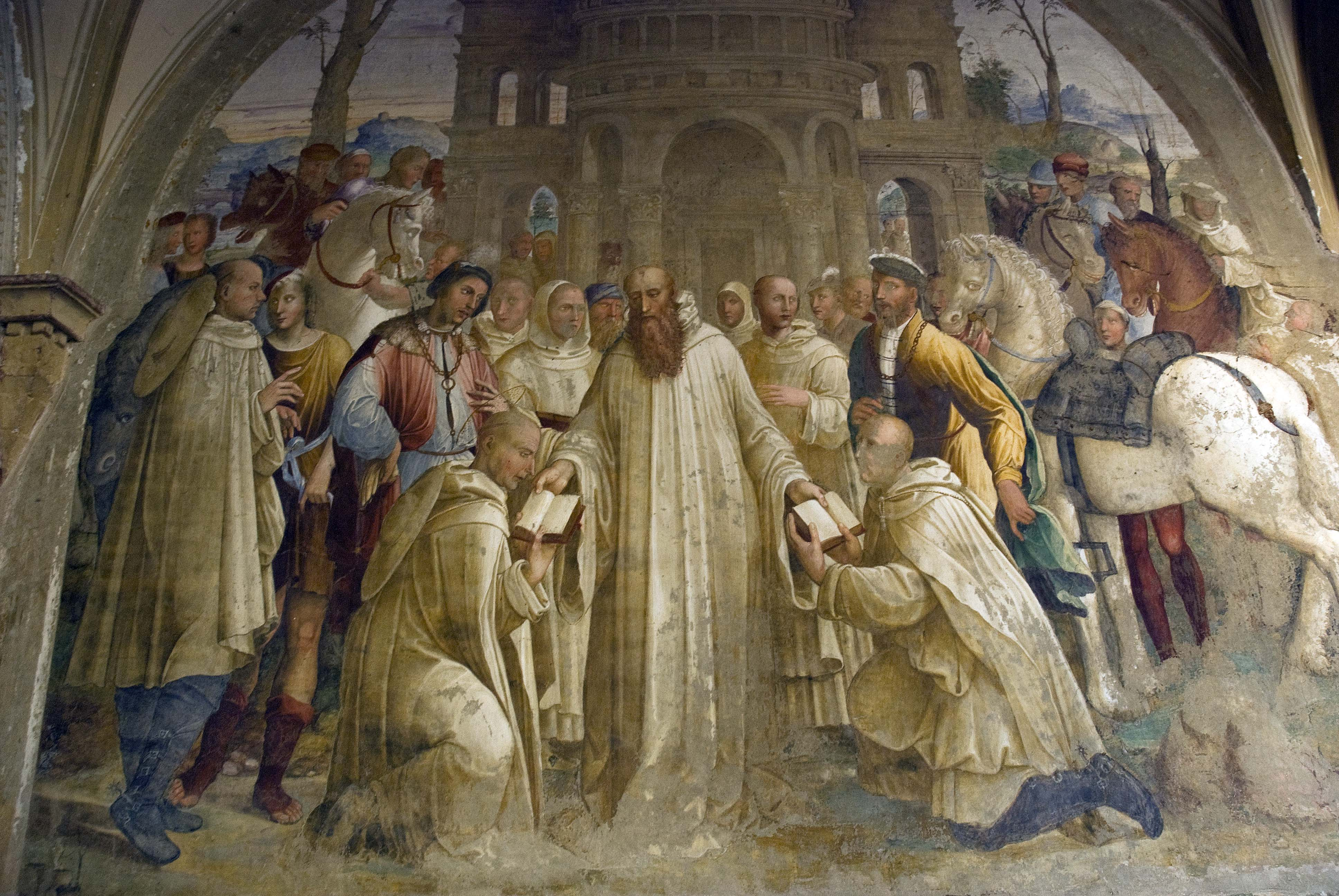
Come Benedetto manda Mauro in Francia e Placido in Sicilia (Abbazia di Monte Oliveto Maggiore)

Bartolomeo Neroni, conosciuto anche con il soprannome de il Riccio (Siena, 1505 circa – Siena, 1571), è stato un pittore e scultore italiano.

## Biografia
Fu un artista poliedrico che realizzò nel corso della sua vita numerose opere in vari campi, pittura, scultura, miniatura. Godette di grande fama da vivo anche come ingegnere militare, scenografo, architetto. Gran parte della sua produzione è andata perduta. 
Entrò nella bottega del Sodoma e lì apprese i primi rudimenti di pittura. Grazie al suo talento divenne l'allievo prediletto del maestro di cui divenne anche genero ed erede avendone sposato la figlia Faustina nel 1543; in seguito la sua pittura subì l'influenza di Domenico Beccafumi e dello stile manierista come risulta dalla pala d'altare conservata nella chiesa di Fontegiusta che raffigura la Madonna della Misericordia.
Le sue opere pittoriche sono collocate per la maggior parte nella città di Siena. Le sue opere si trovano nella chiesa dell'Osservanza e in quella di San Pietro alla Magione e in vari palazzi privati quali palazzo Pollini e palazzo Sergardi (poi Fineschi Sergardi). Le sue opere su tela sono esposte alla Pinacoteca Nazionale e nella collezione Chigi Saracini.
Come architetto si ispirò principalmente a Baldassarre Peruzzi lavorò soprattutto a Siena dove realizzò Palazzo Francesconi e nel 1541 progettò il Monastero delle Derelitte (oggi Palazzo Fineschi Sergardi) in piazza del Carmine. Nella chiesa del Carmine è conservata una sua tela raffigurante la Natività. Sua opera è anche la trasformazione, nel Palazzo pubblico, della Sala del Consiglio della Repubblica in teatro (Teatro dei Rinnovati), opera realizzata nel 1560.
Bartolomeo Neroni lavorò moltissimo anche nella provincia di Siena. Suoi lavori si trovano ad Ancaiano, Asciano, Chiusure, Sovicille, Monterotondo Marittimo e Sinalunga ma anche a Lucca e a Genova, dove nella Biblioteca comunale sono conservati quattro corali miniati realizzati nel 1532.
Nel 1540 eseguì un affresco nell'abbazia di Monte Oliveto Maggiore raffigurante la vita di San Benedetto.
La sua opera maggiore è considerata l'Incoronazione della Vergine custodita nella Pinacoteca nazionale di Siena.

## Opere
- Incoronazione della Vergine, Pinacoteca Nazionale, Siena
- San Francesco, la Madonna fra angeli e cherubini, Cristo in pietà e il beato Gherardo da Villamagna, testate di bara, olio su tavola, metà XVI secolo, Museo d'arte sacra, Grosseto